# Удар «ножицями»

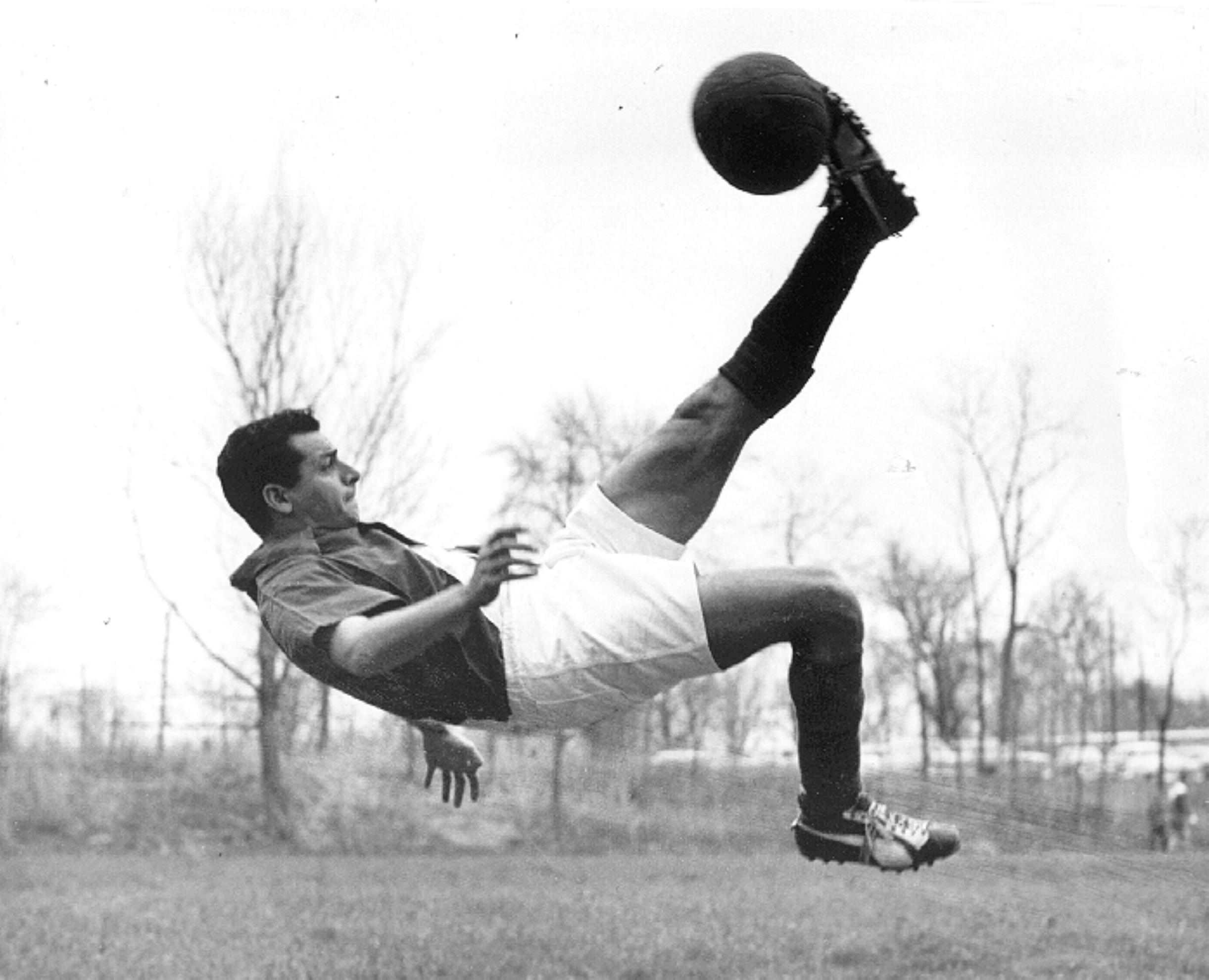
Американський нападник Рубен Мендоза виконує удар «ножицями»

Удар «ножицями», «ножиці», бісікле́та (порт. bicicleta), удар через себе в падінні — у футболі акробатичний удар, під час якого гравець у повітрі б'є по м'ячу, який летить, назад відносно себе. Така технічна дія досягається коли футболіст, відриваючи своє тіло від землі, з допомогою швидкого схрещування ніг («ножиць») б'є однією з них по м'ячу (що знаходиться приблизно на висоті голови футболіста настоячи), після чого той пролітає над головою гравця.

## Історія
Перше застосування цього технічного прийому точно не встановлено і присвоюється вболівальниками з декількох країн, в основному південноамериканських, чиї гравці частіше за інших виконують удар через себе в падінні. Багато хто вважає автором бісіклети легендарного бразильського футболіста Леонідаса да Сілву.

## Ігрові ситуації

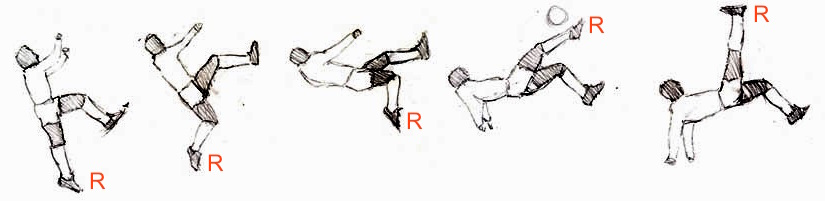
Фази удару через себе в падінні

Бісіклету можна побачити далеко не в кожному матчі: виконання цього прийому вимагає високої технічної майстерності гравця; також існує ризик пошкодити спину й інші частини тіла у разі невдалого приземлення. Найчастіше її можна побачити в пляжному футболі завдяки поверхні поля, незручній для проведення багатьох класичних футбольних прийомів, зате зручною для падіння на спину. Зазвичай бісіклета виконується в штрафному майданчику футбольного поля або поруч з нею в наступних ситуаціях:
- Футболіст команди, що атакує, прагне забити гол, знаходиться спиною до воріт і обличчям до м'яча, що летить на рівні його голови[2].
- Польовий гравець команди, що обороняється, прагне вибити м'яч подалі від воріт, перебуває обличчям до них і далі від них, ніж м'яч, що завис у повітрі[2]. Іноді за допомогою бісіклети польовий гравець вибиває м'яч, що спускається «парашутом», з лінії воріт.

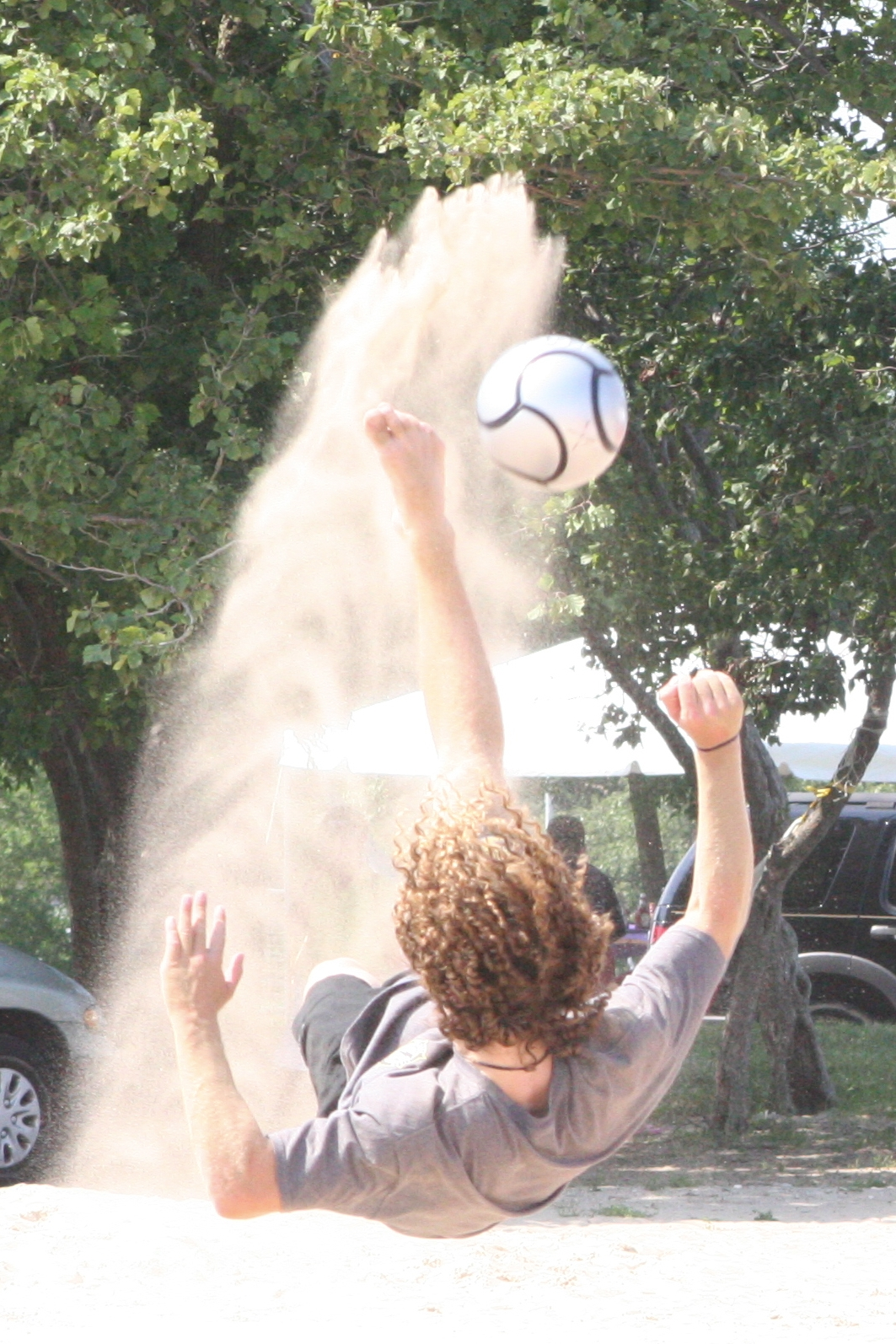
Бісіклета в пляжному футболі

## Відомі виконавці

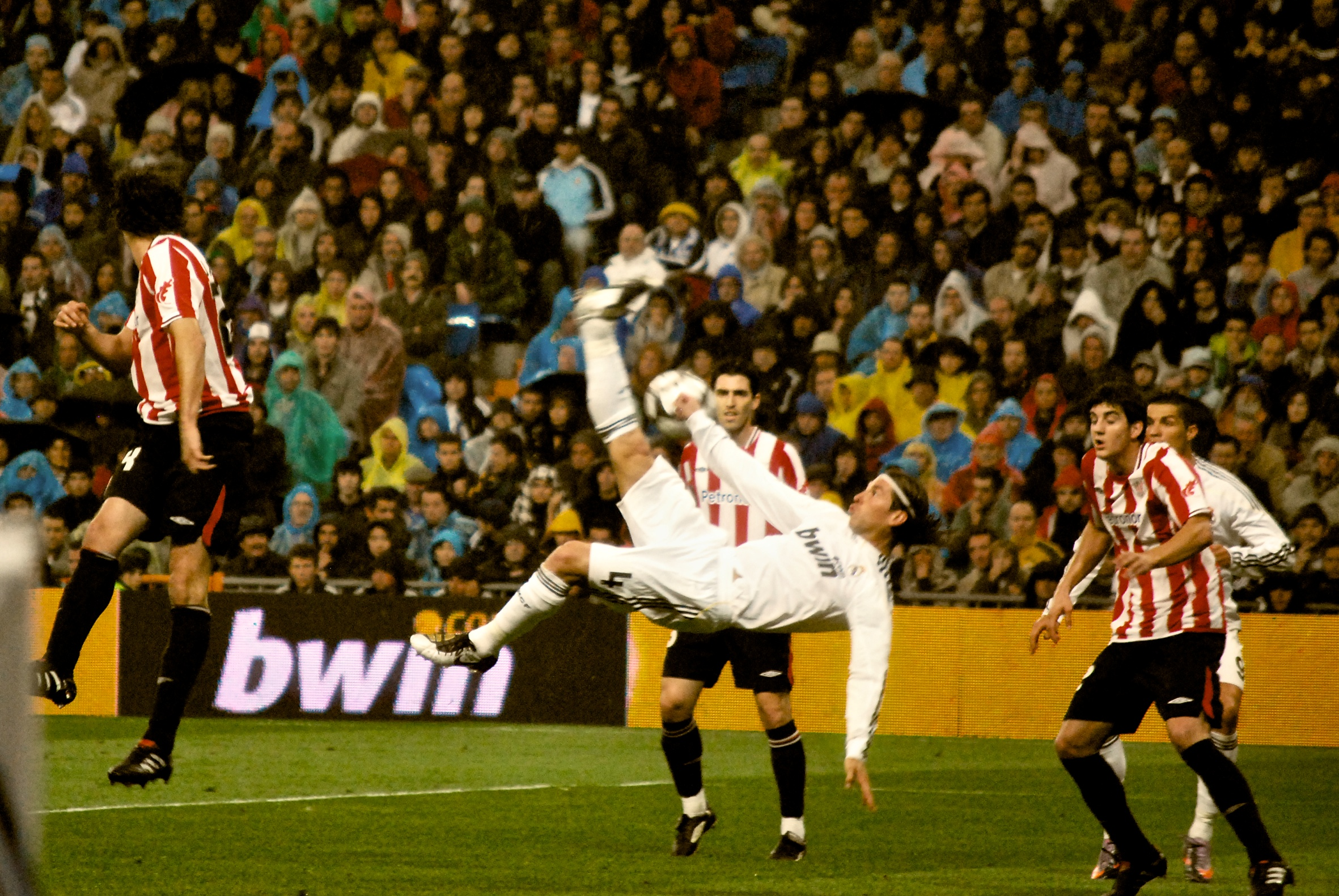
Серхіо Рамос із мадридського «Реалу» б'є через себе в падінні в матчі проти «Атлетіка»

Деякі футболісти виконували бісіклету багато разів, і тому вважаються майстрами цього прийому.

### Нападники
- Давід Арельяно[3][4][5]
- Марко Борріелло
- Алехандро Вільянуева[6][7]
- Питер Крауч[8]
- Карло Парола[9]
- Пеле[10]
- Уго Санчес[11]
- Леонідас да Сілва[12][13]
- Рамон Унсаґа[14]
- Клаус Фішер[15][12]
- Клас-Ян Гунтелар[16]
- Олександр Кержаков[17]
- Роналдіньо[18]
- Кріштіану Роналду[19]

### Захисники
- Марсело Бальбоа[20]
- Сезар Гонсалес[21]
- Еліас Фіґероа[21]
- Василь Кобін
- Тарас Степаненко
- Серхіо Рамос